# Guillermo Barros Schelotto
Guillermo Barros Schelotto (La Plata, 4 de maio de 1973) é um treinador e ex-futebolista argentino que atuava como atacante. Atualmente comanda o Vélez Sarsfield.
Como jogador, tratava-se de um atacante inteligente para, a partir da ponta-direita, infiltrar-se entre as defesas adversárias e servir passes a companheiros, além de saber aproveitar erros dos adversários.
Foi campeão por todos os times pelos quais passou, tendo uma identificação especial com o Boca Juniors, sendo ali um ídolo como poucos foram. Guillo, como também ficou conhecido, venceu quatro das seis Libertadores boquenses, e é o jogador do Boca com mais aparições e gols no torneio. Foi ainda o atleta com mais títulos conquistados no clube, até ser superado em 2011 pelo décimo sétimo título do ex-colega Sebastián Battaglia. É considerado como "intocável" pela torcida xeneize também por sua astúcia, carisma, talento e amor à camisa.
Declarou algo nesse sentido ao ser indagado sobre a idolatria que desperta nos torcedores auriazuis, afirmando que "imagino que é porque joguei como teriam jogado eles (se pudessem ser jogadores). Não tive o talento de Riquelme nem os gols de Martín, mas sim a atitulde que teria um hincha". Também é querido entre eles por constantes atuações de destaque que teve nos Superclásicos, seja pelos gols - sua equipe jamais perdeu os dérbis em que ele marcou -, seja pelas provocações que costumava fazer aos arquirrivais do River Plate.
Ele é ainda um dos ídolos máximos do Gimnasia y Esgrima La Plata, de sua cidade natal, clube pelo qual torce e onde também começou e encerrou a carreira. Teve passagem de sucesso também no futebol dos Estados Unidos, participando ativamente do primeiro título nacional do Columbus Crew, onde era literalmente reverenciado pelos torcedores ao cobrar bolas paradas.

## Clubes

### Início
Guillermo e seu irmão gêmeo Gustavo gostavam desde cedo de praticar futebol. Como não podiam jogar na praça próxima à casa, praticavam o esporte dentro da residência, e o melhor lugar para imaginar as traves era justamente a parede do consultório do pai, o médico Hugo Barros Schelotto, que atendia no próprio lar nas tardes de terça e quinta. Cansado de ser atrapalhado, o pai pedira à esposa e mãe dos garotos, Cristina, que arrumasse alguma atividade fora de casa para os gêmeos naqueles horários.
Ela então os colocou em uma equipe juvenial da cidade, o For Ever; Cristina, que era professora, conhecera o clubinho quando viu que um de seus alunos mudou repentinamente o jeito agitado de ser nas aulas, descobrindo após consultar a mãe dele que a causa eram as atividades no For Ever, que disponibilizava horários compatíveis com a atividade de Hugo. No For Ever, tornaram-se amigos do goleiro Gastón Sessa. Ganharam títulos juvenis no clube e, como o técnico deles também trabalhava no Estudiantes La Plata, os três - os gêmeos e Sessa - foram chamados por eles para as canteiras pincharratas, mesmo com todos eles sendo torcedores do arquirrival Gimnasia y Esgrima La Plata; o próprio pai dos irmãos seria um dos presidentes gimnasistas.[carece de fontes?]
Sessa permaneceu no Estudiantes, mas não os jovens Barros Schelotto; na versão do goleiro, Gustavo, o mais extrovertido, vinha sendo utilizado, mas Guillermo, o tímido, era posto na reserva, o que desagradou à mãe dos dois, que os teria levado aos juvenis do Gimnasia.[carece de fontes?] Guillermo contou uma história diferente: chegou a treinar dois meses no Estudiantes, chegando a fazê-lo com o jovem Juan Sebastián Verón, até ser solicitado que enfim se inscrevesse no clube. No momento em que lhe pediram, estava sem os documentos necessários, afirmando então que viria com eles na manhã seguinte. Porém, naquele mesmo dia teria ido atrás de um amigo que já estava no Gimnasia e pediu a ele que perguntasse ao treinador se ele gostaria de contar com os gêmeos.
Os mellizos ("gêmeos", em espanhol) seguiriam juntos no clube do coração - Guillermo como atacante, Gustavo como meio-campista - e debutariam profissionalmente no Lobo em 1991. No caso de Guillermo, em uma vitória por 3 x 2 sobre o Independiente.

### Gimnasia y Esgrima La Plata
No Apertura (um dos turnos da temporada do campeonato argentino, onde há dois vencedores por ano, com o vencedor de cada turno sendo considerado campeão nacional; o outro turno é o Clausura, no primeiro semestre, com o Apertura sendo realizado no primeiro), o Gimnasia conseguiu uma quarta colocação, e na liguilla pre-Libertadores da temporada 1991/92 (torneio que reunia os clubes que ficavam entre a segunda e oitava colocações e que oferecia uma vaga na Taça Libertadores da América), o clube ficou com o vice-campeonato.[carece de fontes?]
No início de 1994, os Barros Schelotto conseguiram seu primeiro título, a Copa Centenário, torneio oficial da AFA nos moldes das copas nacionais europeias que celebrava os 100 anos do campeonato. Na campanha, Guillermo marcou o único gol dos dérbis contra o Estudiantes pela primeira fase, e o terceiro gol nos 3 x 1 sobre o River Plate, recém-campeão argentino e um futuro rival na carreira, na final.[carece de fontes?] A Copa Centenário ainda é o único torneio profissional de elite vencido pelo Gimnasia no futebol.
Já nos Clausuras e Aperturas que se seguiram à primeira conquista da dupla, todavia, a equipe platense obteve no máximo um sétimo lugar, até o Clausura de 1995. Este representou uma das maiores oportunidades do clube em obter seu primeiro título nacional na era profissional. O clube liderou até última rodada, e faturaria a taça se vencesse em seu estádio o Independiente, que já não tinha ambições no torneio. A única outra equipe que poderia ser campeã era o San Lorenzo, que estava dois pontos atrás e precisava vencer fora de casa o Rosario Central, além de torcer pelo tropeço do Gimnasia.[carece de fontes?]
Foi o que acabou acontecendo. Incrivelmente, a equipe dos irmãos perdeu um título que parecia ganho ao ser derrotada por 0 x 1 no Estádio Del Bosque, enquanto o San Lorenzo, pelo mesmo placar, venceu com um gol a treze minutos do fim o Central em Rosário.[carece de fontes?] A festa que ocorreu em La Plata foi do Estudiantes, que, além de ver a queda do rival, sagrava-se campeão da Primera B Nacional e voltava à divisão de elite. A boa impressão de Guillermo lhe deu um lugar na Seleção Argentina que disputaria (e venceria) a seguir os Jogos Pan-Americanos de 1995. Porém, provavelmente sentindo o baque - ele declarou que aquela derrota foi o dia mais triste de sua carreira -, no segundo semestre o Gimnasia ficou em décimo quinto no Apertura de 1995 e seria eliminado já no primeiro confronto da Copa Conmebol de 1995, levando de 0 x 4 dos uruguaios do Sud América depois de ter vencido por 1 x 0 em casa.[carece de fontes?]
No campeonato que se seguiu, o Clausura 1996, o clube da capital bonaerense ensaiou uma reação. Chegou a humilhar o Boca Juniors de Claudio Caniggia, Juan Sebastián Verón e Diego Maradona em plena La Bombonera, no dia em que o adversário inaugurava o setor VIP de seu estádio, ganhando de 6 x 0 com três gols de Guillermo. Na décima quarta rodada, enfrentou em casa o clube com quem disputava a liderança, o Vélez Sarsfield, sofrendo o empate a sete minutos do fim. As quatro rodadas seguintes foram de vitórias para os dois lados; no caso do Gimnasia, isso incluiu um 4 x 0 sobre o Rosario Central, um 2 x 1 de virada sobre o River Plate no Monumental de Núñez e um 6 x 0 sobre o Racing.[carece de fontes?]
Na última rodada, ambas as equipes empataram. O Vélez, que tinha um ponto a mais, se beneficiou. A perda de outro título próximo, embora não tanto quando o de um ano antes, foi igualmente dolorida para o GELP, uma vez que a última partida foi um clásico platense, encerrado em 1 x 1 contra o Estudiantes. Para piorar, o Gimnasia perdeu seu lugar também na Taça Libertadores da América de 1997, que poderia ter sido a primeira disputada pela instituição (que só estrearia no torneio em 2003 ); a terceira vaga argentina foi decidida em um play-off entre os vice-campeões nacionais da temporada, e a equipe perdeu na prorrogação para o Racing, vice-campeão do Apertura 1995.[carece de fontes?] O clube ainda terminou em sexto no Apertura 1996, com Guillermo em terceiro na artilharia, e caiu para um décimo terceiro no Clausura 1997.[carece de fontes?]
O bom desempenho dos gêmeos alimentavam rumores de suas saídas do Gimnasia. Eles teriam sido oferecidos em 1996 ao River Plate, mas o líder da equipe, Enzo Francescoli, teria discordado da ideia. Os Barros Schelotto iriam justamente para o arquirrival Boca Juniors.

### Boca Juniors

#### Chegada
Em 1997, a pedido de Diego Maradona, o Boca Juniors contratou, das equipes de La Plata, os irmãos Barros Schelotto, do Gimnasia, e Martín Palermo, do Estudiantes. Eles chegaram para as disputas do Apertura 1997 juntamente com outros cinco jogadores, três dos quais também se tornariam lendas da equipe portenha: o zagueiro Walter Samuel e os colombianos Óscar Córdoba e Jorge Bermúdez. O Boca não conquistava um título nacional desde 1992.
A taça esteve próxima, após uma vitória sobre o River Plate em pleno Monumental de Núñez. A mesma partida, que pôs o Boca na liderança, acabou por marcar a despedida de Maradona, e o arquirrival conseguiria recuperar a dianteira e terminar campeão por um ponto. No Clausura 1998, nova má campanha deixou os xeneizes apenas em sexto. O Boca reencontraria as glórias - e Guillermo se consolidaria no time, saindo da reserva de Claudio Caniggia  - a partir do campeonato seguinte, quando Carlos Bianchi chegou à Bombonera para treinar o clube, substituindo o interino Carlos García Cambón. A transformação foi imediata. O Boca terminou a competição invicto e com nove pontos de vantagem sobre o vice - curiosamente, o Gimnasia -, garantindo a conquista com três rodadas de antecipação. O ataque titular, formado por Guillermo e Palermo, foi o mais efetivo do campeonato, com 45 gols.
A boa fase do atacante e do clube manteve-se no Clausura de 1999. Já na sexta rodada, a equipe liderava com alguma folga, e, na vitória sobre o Rosario Central que praticamente assegurou o título, o clube superou um recorde na Argentina que durava desde 1966, pertencendo ao Racing, somando sua 40ª partida sem derrotas. A conquista foi assegurada na rodada seguinte. A despeito da queda da invencibilidade histórica, uma vez que os boquenses foram derrotados por 0 x 4 para o Independiente, os jogadores auriazuis já haviam entrado em campo como campeões, já que o maior concorrente ao título - o River - teve suas chances matemáticas encerradas minutos antes, ao perder em casa para o Racing. Guillermo fez parte de trinta dos quarenta jogos seguidamente invictos do Boca, marcando dez vezes neles. A equipe-base bostera na época tornou-se uma das mais lembradas do clube, com os atacantes Guillermo e Palermo completando os onze formados por Córdoba, Hugo Ibarra, Bermúdez, Samuel e Rodolfo Arruabarrena, Mauricio Serna, Diego Cagna, José Basualdo e Juan Román Riquelme. Muitos deles estiveram na equipe caseira que a Seleção Argentina levou para a Copa América de 1999, Guillermo dentre os quais.
O tricampeonato esteve próximo, mas o título do Apertura 1999 ficou com o River, que venceu o Superclásico no Monumental pela primeira vez desde 1990. O Clausura 2000 também seria do arquirrival, mas o primeiro semestre daquele ano reservou uma alegria mais importante. O clube voltava a disputar a Libertadores.

#### A série de Libertadores
Após passar com tranquilidade pela primeira fase e demonstrar força nas oitavas, passando pelo El Nacional ao empatar sem gols na altitude de Quito e depois vencer por 5 x 3 na Bombonera, o Boca eliminou o River nas quartas em um dos Superclásicos mais lembrados: após ter perdido por 1 x 2 na ida, no Monumental, o Boca passou pelo rival com um 3 x 0 na Bombonera na partida que marcou um retorno cinematográfico de Palermo (que voltava de seis meses parado por lesão), que marcou o terceiro gol a segundos do fim.
A partida está listada entre os dez maiores vitórias do Boca sobre seu arquirrival, de acordo com a enciclopédia do centenário xeneize. Guillermo, machucado, não pôde jogar; o Barros Schelotto que esteve em campo foi seu gêmeo Gustavo. Após uma dura semifinal (o Boca venceu por 4 x 1 o América do México na Bombonera e depois perdeu por 1 x 3 fora), Guillermo voltou a campo na primeira partida da decisão. Ainda mal recuperado, entrou no decorrer da partida, que encerrou-se em 2 x 2 contra o Palmeiras em Buenos Aires. Ele e Palermo, mesmo sem a melhor das condições físicas, voltaram ao time titular no jogo de volta, no Morumbi.
Desbancando um certo favoritismo dos brasileiros após o mal resultado em casa, o Boca segurou os alviverdes e a partida terminou sem gols, encaminhando a decisão para os pênaltis, no qual Guillermo e todos os demais cobradores do Boca acertaram suas cobranças. A Libertadores voltou a La Boca depois de 22 anos após o goleiro Córdoba defender duas penalidades adversárias. Aquela conquista é tida por ele como a máxima satisfação que teve no clube: "Ninguém esperava que ganhássemos (depois de apenas termos empatado em casa)".
O segundo semestre continuou histórico: ficando invicto nas quinze primeiras rodadas do Apertura 2000, o Boca viajou ao Japão para enfrentar o Real Madrid pela Copa Intercontinental e voltou do Oriente com uma vitória categórica sobre uma das equipes mais temidas do mundo, conseguida já nos primeiros minutos da partida. Mesmo com o desgaste da viagem, cuja fadiga influenciou em duas derrotas na volta à Argentina, o Boca encerrou o ano com uma tríplice coroa, conquistando seu terceiro título em seis meses com um 1 x 0 sobre o Estudiantes na última rodada do Apertura. Foi justamente esta partida que fez Guille decidir por permanecer no Boca, depois de ter ficado magoado por Bianchi preteri-lo no jogo contra o Real em favor do reforço Marcelo Delgado, o que fez El Melli, que atuou apenas alguns minutos naquela Intercontinental, a chegar a negociar com a Real Sociedad.
O memorável ano do clube acabou por separar os irmãos Barros Schelotto: Guillermo permaneceu no Boca, enquanto Gustavo era vendido junto com Martín Palermo para a equipe espanhola do Villarreal no início de 2001. O Clausura 2001 foi deixado de lado conforme o Boca prosseguia na Libertadores do ano. Após nova classificação sem sustos na primeira fase, o Boca eliminou o Junior, da Colômbia, nas oitavas. Nas quartas, o clube reencontrou brasileiros. Contra o Vasco da Gama de Romário, de elenco que estava invicto havia mais de 30 jogos, Guillermo foi decisivo, marcando nos dois confrontos: o único na vitória fora de casa e dois nos 3 x 0 obtidos na Argentina.[carece de fontes?]
As semifinais reeditaram os duelos da final anterior, contra o Palmeiras. Dessa vez, ambas as partidas se encerraram em 2 x 2, com Guillermo marcando um dos gols na ida, novamente na Bombonera. E, assim como na decisão de 2000, os boquenses eliminaram o adversário com duas defesas de Córdoba na decisão por pênaltis. O Boca foi à final já com lugar garantido na Copa Intercontinental, uma vez que o outro postulante ao título era uma equipe do México, cujos clubes sempre foram impedidos de disputar a partida no Japão mesmo se vencessem a competição sul-americana. O adversário era o Cruz Azul. Ambas os clubes conseguiram vencer por 1 x 0 fora de casa, com os argentinos levando novamente a taça após vencer nos pênaltis. Guillermo não participou das finais,[carece de fontes?] novamente preterido em favor de Delgado.
Sem novamente dar atenção ao campeonato nacional, ficando em terceiro no Apertura 2001 (que ficou com o Racing, curiosamente a nova equipe de Gustavo Barros Schelotto),[carece de fontes?] o Boca focou-se na Copa Intercontinental de 2001. Guillermo foi titular na partida, e a certo momento teve de ser o único atacante auriazul, após sua dupla - Delgado - ser expulsa no final do primeiro tempo. O adversário, o Bayern Munique, conseguiu seu gol da vitória na prorrogação. O fim da temporada, em que o Boca ficou em terceiro no Clausura 2002, marcou a saída do técnico Carlos Bianchi e também de Córdoba e Riquelme.
Comandados por Óscar Tabárez, reconhecido entre os fãs por ter sido o técnico campeão em 1992, o Boca lutou acirradamente pelo título do Clausura 2002 contra o Independiente, mas praticamente perdeu a taça na penúltima rodada, em um confronto direto, ao levar o empate a três minutos do fim. Os Diablos Rojos terminariam campeões com três pontos de vantagem.[carece de fontes?] Paralelamente, a série de duas finais seguidas na Libertadores foi interrompida com eliminação nas quartas-de-final, ante ao futuro campeão Olimpia. Bianchi acabaria voltando, em dezembro daquele ano.
Na Taça Libertadores da América de 2003, Guillermo mostrou-se especialmente decisivo nas oitavas e nas quartas-de-final. Nas oitavas, o Boca reverteu uma surpreendente vitória do Paysandu, que havia vencido na Bombonera por 1 x 0, ganhando por 4 x 2 em Belém do Pará com três gols do Mellizo, que considera esta a melhor partida de sua vida. Ele também marcou os dois gols da vitória por 2 x 1 fora de casa no jogo de ida nas quartas,[carece de fontes?] contra o Cobreloa, seguida de outro 2 x 1 xeneize sobre os chilenos, na Argentina. Um Superclásico esteve perto de se realizar nas semifinais, mas o River foi eliminado pelo América de Cali. Os adversários foram despachados com um 2 x 0 na Bombonera e um 4 x 0 na Colômbia.
A final teria um gosto de revanche para a torcida bostera: seria contra o Santos, quarenta anos depois deste clube ter vencido o torneio sobre o Boca, ganhando a taça na Bombonera. Em seu estádio, o Boca venceu por 2 x 0, e venceria também no Brasil, ganhando por 3 x 1. Guille, que não jogou a partida de volta,[carece de fontes?] acumulava sua terceira Libertadores. Novamente, a atenção dada à competição desviou as atenções ao campeonato nacional; o time foi vice no Clausura 2003, quatro pontos atrás do River.[carece de fontes?] Ao contrário de 2001, o segundo semestre na Argentina foi valorizado, com a equipe sagrando-se vencedora do Apertura 2003. Assim como 2000, o Boca encerrou o ano com uma tríplice coroa, desta vez com Guillermo em campo no título da Copa Intercontinental de 2003. A taça veio após vitória nos pênaltis sobre o favorito Milan.
2004 veio e novo título nacional seguido parecia encaminhar-se, mas na reta final o Boca perdeu a liderança para o River. O troco veio na Libertadores, quando ambos se encontraram nas semifinais. A AFA determinou que cada partida só contaria com torcedores da equipe anfitriã. O Boca venceu na Bombonera por 1 x 0. No Monumental, conseguia segurar o arquirrival em todo o primeiro tempo, mas, no início do segundo o boquense Fabián Vargas acabou expulso e em seguida o River conseguiu marcar. Guillermo, para ganhar tempo, começou a provocar os adversários, armando uma confusão com o assistente técnico riverplatense Hernán Díaz ("senhor, tem um homem aí que não sei como se chama e está me molestando", teria dito o Mellizo ao árbitro" ) que resultaria na expulsão do adversário Rubens Sambueza, a dez minutos do fim.
Logo depois, Carlos Tévez empatou a partida. O River ainda conseguiu empatar nos descontos. Apesar do provável abalo, todos os jogadores do Boca, incluindo El Melli, converteram suas cobranças, enquanto Roberto Abbondanzieri salvou a do millonario Maxi López. Na final, todavia, o campeão seria o surpreendente Once Caldas, que levou a melhor justamente no que vinha sendo a especialidade xeneize - a decisão por pênaltis.

#### Últimos anos
Após a derrota na Libertadores, Bianchi novamente deixou o clube. Más campanhas se seguiram: o oitavo lugar no Apertura 2004 e o décimo quinto no Clausura 2005 deixaram o Boca fora da competição continental pela primeira vez desde 1999, ausentando-se da edição de 2006 - na de 2005, a equipe caiu nas quartas-de-final, contra o Chivas Guadalajara. A pequena seca foi compensada a partir do segundo semestre de 2005: com a chegada de Alfio Basile, o Boca emendou títulos no Apertura 2005 (este, curiosamente, sobre o Gimnasia) e no Clausura 2006[carece de fontes?] e na Copa Sul-Americana de 2005. Por outro lado, Guillermo era subaproveitado pelo novo técnico, que preferia escalar o jovem Rodrigo Palacio para ser a dupla de Palermo (que retornara ao clube em 2004). Mesmo quando Palermo não podia jogar, Basile costumava preferir Daniel Bilos ou Marcelo Delgado antes do Mellizo. Guille, nessa época, chegou a ser anunciado por dirigentes do Flamengo, mas o negócio não se concretizou.
O tricampeonato argentino seguido quase veio: o Boca, comandado por Ricardo Lavolpe (Basile deixara o time para treinar a Seleção Argentina), liderava com cinco pontos de vantagem a duas rodadas do fim, levando o título se conseguisse empatar um dos jogos restantes, mas foi derrotado em ambas e o campeonato terminou com a primeira colocação dividida entre os xeneizes e o Estudiantes. No play-off único para decidir o campeão, o antigo rival caseiro de Guillermo levou a melhor, vencendo de virada.[carece de fontes?]
De volta à Libertadores na edição de 2007, o Boca, agora sob Miguel Ángel Russo como treinador, voltou a deixar o campeonato nacional em segundo plano, sendo vice-campeão do Clausura 2007 seis pontos atrás do San Lorenzo.[carece de fontes?] Na Libertadores, que seria vencida pelo clube outra vez sobre uma equipe brasileira (o Grêmio), Guillermo só foi relacionado na primeira fase. Antes das disputas de mata-mata, que se iniciaram em 2 de maio,[carece de fontes?] ele despediu-se do clube antes de jogo contra o Racing, pelo Clausura, encerrando vitorioso ciclo de dez anos como jogador do Boca Juniors - despedindo-se como o mais vitorioso da história da instituição, com dezesseis taças oficiais, marca ultrapassada em 2011 pelo ex-colega Sebastián Battaglia.

### Columbus Crew

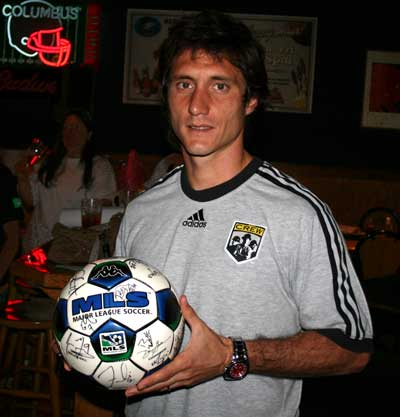
Schelotto ao chegar no Columbus Crew, equipe da Major League Soccer, em 2007

Em abril, surgiu a proposta da equipe estadunidense do Columbus Crew. Guillermo, ciente de que era difícil para a diretoria boquense mandá-lo embora mesmo como ele já não estando na melhor forma da carreira, resolveu aceitar tal proposta assim que lhe foi ofertada. Planejava ficar pouco tempo e aposentar-se; assinou um contrato de dois anos para ganhar US$ 150.000,00 anuais, seguindo assim os passos do irmão Gustavo (que no ano anterior atuara no futebol dos EUA, no Puerto Rico Islanders). Foi uma das maiores contratações da MLS naquele ano, em que chegaram ao país também Cuauhtémoc Blanco, Juan Pablo Ángel, Fredrik Ljungberg e, sobretudo, David Beckham.
Em sua primeira temporada oficial no Columbus Crew, após um início irregular, mostrou bom serviço, sendo escolhido o melhor jogador do mês de julho da MLS e ajudando o clube operário a se aproximar dos líderes da Conferência Leste. Sua equipe chegou à última rodada com chances de classificação para os play-offs da temporada 2007, porém, apesar de 3 x 2 sobre o New England Revolution na última partida com ele marcando o gol da vitória a 4 minutos do fim, ela não veio. Seu nome voltou a ser relacionado ao Boca Juniors, mas como jogador, treinador ou dirigente de uma eventual filial que sua ex-equipe criasse nos Estados Unidos.
Na temporada 2008, foi a grande estrela. O Crew liderou a Conferência Leste pela primeira vez desde 2004, mesmo ano de sua última classificação aos play-offs, vencendo-a com autoridade sob a liderança do argentino, que deixara o ataque e vinha jogando mais recuado, como meia, e assim contribuindo com alto número de assistências (incluindo as duas na vitória de virada na final da Conferência, sobre o Chicago Fire), além de seus gols. Seu sucesso, reconhecido por sucessivas eleições como melhor jogador da semana (um total de quatro, o mesmo número da estrela Landon Donovan, com quem dividiu a maior quantidade dessas eleições), foi noticiado em seu país natal, com reportagens do diário esportivo Olé descrevendo-o como um "conquistador". Também foi reconhecido na Bombonera, com alguns torcedores do Boca chegando a ir aos jogos do clube com camisas do Columbus.
Na decisão da MLS Cup, que reuniria os campeões das Conferências Leste e Oeste para definir o vencedor da liga, Barros Schelotto entrou em campo já premiado como o melhor jogador do campeonato, com destaque para as dezenove assistências que fornecera até então em 2008, constituindo o segundo maior número de passes para gol em uma única temporada (o recordista é Carlos Valderrama, que assistira 26 vezes em 2000). El Mellizo recebeu mais da metade dos votos de técnicos, jogadores e jornalistas, sendo eleito ainda o esportista do ano nos EUA pela versão latina da conceituada revista Sports Illustrated. No jogo decisivo, contra o New York Red Bulls, GBS (pronunciado Shi Bi Es), como ficou conhecido nos EUA, deu assistência para os três gols (um recorde em finais) da vitória de 3 x 1 do clube de Ohio, o último deles encobrindo magistralmente a defesa adversária para fazer a bola chegar certeiramente ao capitão Frankie Hejduk. Já considerado o melhor do campeonato, foi escolhido também o melhor da final (tornando-se o terceiro a conseguir isso) e integrando a seleção da MLS como um dos melhores meias. Os Canaries já haviam faturado o MLS Supporters' Shield como a equipe mais regular do ano, repetindo uma façanha conseguida até então apenas pelos Los Angeles Galaxy em 2002. O Columbus também ganhou a primeira Trillium Cup, duelo anual contra o rival Toronto.

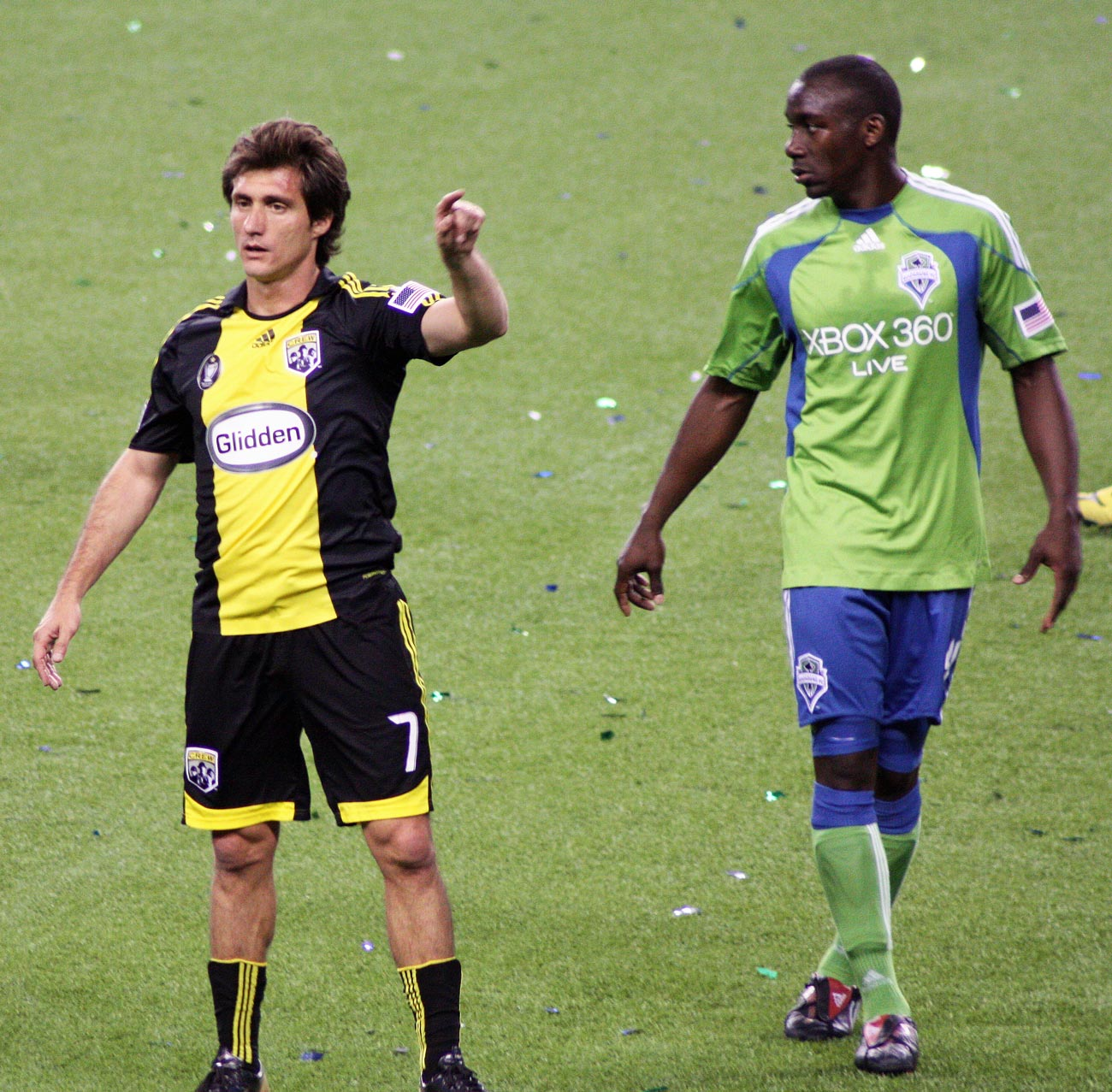
Schelotto em jogo contra o Seattle Sounders, na temporada 2009. O argentino e sua equipe fizeram novamente boa campanha na MLS, mas sucumbiram nos play-offs.

Em 2009, o Columbus novamente foi o melhor time da Conferência Leste e com sua estrela outra vez fazendo a diferença, chegando inclusive a ser artilheiro parcial da primeira metade da temporada, apesar de meia, ajudando o time a terminar na frente após um início ruim (em que a primeira vitória só havia chegado na oitava partida). A metade da competição encerrou-se com o argentino tendo contribuído, com dez gols e dezessete assistências, de aproximadamente 70% dos tentos marcados por sua equipe, e o Crew iniciou a reação justamente após a recuperação de seu craque.
Embalada por Barros Schelotto, novamente a equipe terminou como a mais regular da temporada, faturando novo MLS Supporters' Shield, além de ganhar a segunda Trillium Cup. Porém, o favorito Crew caiu no primeiro play-off, perdendo os dois jogos para o futuro campeão Real Salt Lake - 0 x 1 fora de casa e 2 x 3 de virada em Columbus, quando o argentino havia feito os dois gols que puseram momentaneamente sua equipe à frente. Na Liga dos Campeões da CONCACAF 2009-10, o elenco avançou à segunda fase, caindo por um 4 x 5 agregado contra o Toluca, do México. Além do Supporters' Shield, que já havia garantido o time na Concachampions seguinte, restou nova Trillium Cup.
No início de 2010, rumores colocavam Guillermo de volta ao Boca Juniors, como treinador, apesar de sua renovação de contrato com o Columbus. Ele voltou a ter seu nome cogitado para treinar a ex-equipe em abril, quando o Boca vivia péssimo momento sob o comando de Abel Alves. O ano acabou sendo o menos vitorioso de Guille na MLS, ficando apenas com uma terceira Trillium Cup; o Columbus Crew conseguiu a segunda vaga da Conferência Leste para os play-offs, mas voltou a cair no primeiro deles, agora contra o Colorado Rapids, nos pênaltis. Na tradicional Lamar Hunt US Open Cup, a competição de futebol mais antiga dos Estados Unidos, a equipe chegou à final, mas perdeu de virada para o Seattle Sounders.
No final de 2010, Barros Schelotto disputou sua segunda Champions League da CONCACAF, com o Crew novamente avançando à segunda fase, mas como Guillermo considerando-se como aposentado desde a eliminação na MLS. O Crew demonstrava que conseguia jogar melhor sem o ídolo e preferiu não renovar seu contrato, como o treinador anunciando preferência por um elenco mais jovem. Guillermo já estava com 37 anos e passou a considerar-se aposentado, deixando o Columbus Crew, além dos títulos e da idolatria, com 33 gols e 41 assistências.

### Retorno ao Gimnasia
No final de 2010, Guillermo considerava-se aposentado. Ainda assim, rumores de um regresso à Argentina circularam, ligando-o a uma volta ao Gimnasia y Esgrima La Plata, expectativa que confirmou-se no início 2011, em que ele acertou seu retorno ao clube onde debutara após quinze anos de sua saída, determinado a ajudar na reestruturação da equipe do coração, conforme sua declaração na volta: "Venho dar a cara para bater no pior momento da história do Gimnasia. Quando saí, deixei uma instituição em ascensão (…), mas à distância sofri com os desmandos e má gestão do clube. Ele foi saqueado e venho participar de uma reconstrução a longo prazo".
Sua afirmação tinha fundamento: o GELP, desde meados da década de 1990, vinha sendo a melhor equipe de La Plata, disputando as primeiras colocações e chegando a seis vice-campeonatos entre 1995 e 2005; a situação desde então inverteu-se, com o rival Estudiantes, que naquele período costumava ficar na metade inferior da tabela e até amargando rebaixamentos, se reerguendo (voltando inclusive a vencer torneios nacionais, incluindo justamente o último disputado antes do regresso de Schelotto a La Plata, o Apertura 2010;[carece de fontes?] e internacionais, como a quarta Taça Libertadores da América dos alvirrubros, em 2009[carece de fontes?]) e o Gimnasia decaindo, passando a ser o time platense a fugir da queda à segunda divisão. Ciente de fato da má situação financeira do clube, Guillermo optou por não cobrar nada pelos seis meses de contrato que assinou com os triperos, prevendo-se que ao fim desse período ele encerraria a carreira.
Tendo retornado também para ajudar o Gimnasia em nova luta contra o rebaixamento (o clube vinha de dois anos seguidos tendo de se superar em repescagens para evitar o descenso e continuava na zona de perigo) e convivendo em um elenco em que quatro jogadores nem eram nascidos quando ele debutara vinte anos antes, em 1991, pela equipe, Guillermo também ressaltou: "venho fornecer minha experiência ao grupo, mas não sou um messias". Na mesma linha realista, explicou que voltou não para encerrar um ciclo perfeito, aposentando-se no lugar onde iniciou a carreira, mas justamente em função do grave momento enfrentado pelo time, não afastando a hipótese de ver-se rebaixado ao fim da temporada 2010/11, mas fazendo questão de cair junto se este for o caso.
A chegada do antigo ídolo, somada às suas circunstâncias, causaram furor na torcida tripera, com milhares de adeptos indo acompanhar na pré-temporado simples atividades físicas e jogos-treino do elenco reforçado por Barros Schelotto. Apesar de um otimismo inicial, o time teve uma frágil campanha no Clausura 2011. As duas últimas equipes estariam diretamente rebaixadas, enquanto a antepenúltima e a acima desta teriam de passar por repescagens contra o terceiro e quarto colocados da segunda divisão. Na última rodada, o Lobo já não tinha chances de escapar totalmente do rebaixamento, podendo no máximo lutar para terminar em uma colocação que lhe permitisse a repescagem, exatamente a sina que tivera nos dois anos anteriores. O clube conseguiu de forma dramática, pois, mesmo para esta sobrevida, chegou à última rodada sem depender apenas de si. A última rodada, por sinal, foi carregada de simbolismo para Guillermo: o GELP enfrentou justamente a outra equipe argentina em que El Mellizo é endeusado, o Boca Juniors, em jogo que marcaria a despedida de outro mito xeneize: o amigo pessoal e ex-colega de Boca Martín Palermo, que ainda por cima é ex-jogador e conhecido torcedor do arquirrival gimnasista, o Estudiantes.
Nesta partida, disputada em La Plata, o Gimnasia abriu 2 x 0 no marcador com Schelotto marcando, de pênalti, o segundo gol, sem hesitar em comemorá-lo frente à ex-equipe, que sofreu o que seria o último gol da carreira de Guille. Os platenses, com esta vitória e a paralela derrota do Huracán - o concorrente direto por um lugar na repescagem - conseguiam salvar-se do descenso direto até o último lance: o Boca, que já havia feito um gol, conseguiu empatar justamente com uma assistência de Palermo, na última jogada da carreira deste, para Christian Cellay, outro ex-jogador do Estudiantes e também do próprio Huracán, e que já havia feito o primeiro gol boquense. A temporada regular encerrou-se com Gimnasia e Huracán empatados na luta contra o rebaixamento, criando-se então a necessidade de uma única e extra partida entre ambos em campo neutro para decidir quem cairia direto e quem ficaria com a vaga restante na repescagem. O simbolismo para Guille continuou: este jogo, que poderia ser o último de sua carreira, foi disputado em sua conhecida La Bombonera, com vitória dos triperos.
Na Promoción, como é conhecida a repescagem para acesso e descenso na elite, o Gimnasia teve de enfrentar o San Martín de San Juan. Depois de dois anos conseguindo salvar-se na Promo, o que incluíra um 0 x 3 contra o Atlético de Rafaela revertido dramaticamente em La Plata com dois gols nos últimos cinco minutos, o Lobo sucumbiu: com Diego Maradona fazendo questão de acompanhar a última partida, apenas empatou no Bosque depois de ter perdido por 0 x 1 fora, fazendo com que Barros Schelotto se despedisse com o amargo rebaixamento da equipe da qual é torcedor de infância. Ele já havia comentado sobre a alta possibilidade de aposentar-se com um descenso na semana que antecedeu o embate contra o Boca Juniors: "Se cairmos, iremos de cabeça erguida. Fiz tudo o que podia para que isso não acontecesse."
O Gimnasia seguia na elite havia 26 anos seguidos, mas não houve maiores incidentes dos torcedores, que prestaram grande ovação ao ídolo ao fim da partida. Guillermo retribuiu, saudando os três setores do estádio, elogiando a postura pacífica dos gimnasistas frente à situação e responsabilizando as administrações anteriores do clube pelo que ocorreu. "Espero que hoje enterremos a todos os que fizeram isso", declarou, mas ressaltando que, entre os caminhos desta queixa e o de retornar, este último deveria ser o seguido. "No ano que vem, temos que estar aqui festejando o acesso. (...) Não podemos deixar passar o tempo como na última vez, em que estivemos três ou quatro (anos na segunda divisão)", completou, em referência à última vez que a equipe havia caído, em 1979. O acesso veio depois de dois anos.

## Seleção Argentina
Embora incontestável nos clubes que defendeu, Guillermo não teve o mesmo sucesso na Seleção Argentina, totalizando apenas dez jogos e nenhum gol por seu país. Seu destacado papel na campanha que quase levou o Gimnasia y Esgrima La Plata a um inédito título em 1995 o credenciou com Daniel Passarella para promover a estreia de Guille para a seleção principal em fevereiro daquele ano, e em um lugar no plantel júnior chamado pelo técnico para as disputas dos Jogos Pan-Americanos de Mar del Plata, também em 1995. Nesta competição, recebeu a medalha de ouro, mas na reserva, só entrando em campo no decorrer da final.[carece de fontes?]
Sua segunda partida pela seleção principal demorou um ano e meio, em uma partida válida pelas eliminatórias para a Copa do Mundo de 1998. Passarella, de fato, não lhe daria muitas oportunidades; só voltou a ser chamado já após a Copa, quando a Albiceleste passou a ser treinada por Marcelo Bielsa. No ano seguinte ao mundial, fez parte da equipe caseira levada por este para a Copa América de 1999; O bom momento do Boca no período (que culminaria no recorde nacional de invencibilidade) fez com que a equipe fosse o clube que mais cedeu atletas à Argentina naquele torneio, com seis jogadores: Barros Schelotto foi convocado por Bielsa juntamente com os colegas Hugo Ibarra, Walter Samuel, Martín Palermo, Diego Cagna e Juan Román Riquelme.[carece de fontes?]
Na primeira fase, foi titular, inclusive atuando ao lado de Palermo também na seleção. Porém, sem conseguir marcar, foi substituído nas três partidas e acabou não sendo usado nas quartas-de-final, quando a Argentina foi eliminada pelo rival Brasil.[carece de fontes?] Schelotto, que teria se desentendido com Bielsa no torneio justamente antes do jogo contra o Brasil, acabaria perdendo lugar no grupo e fez o que seria seu último jogo por seu país ainda naquele 1999, de forma sugestiva sobre sua relação com Bielsa: entrou aos 67 minutos de jogo e, ainda assim, foi substituído 22 minutos depois. Ele jogou apenas uma vez uma partida inteira como titular, em amistoso contra a Venezuela antes da Copa América.
Nas seleções de base, teve desempenho melhor: totalizou seis partidas e três gols marcados. Nelas, pôde conviver com o irmão Gustavo, que por sua vez nunca chegou a jogar pela principal.

### Jogos
A tabela abaixo resume as aparições de Guillermo Barros Schelotto pela Seleção Argentina.

## Como treinador
Após o rebaixamento do Gimnasia, chegou a se cogitar que Guillermo seguiria no plantel do clube, mas na função de treinador. A especulação não se concretizou, porém. Cerca de um ano depois, acertou com o Lanús, dando início à nova carreira na equipe do sul da Grande Buenos Aires a partir da temporada 2012-13. Será uma dupla comissão técnica: seu irmão gêmeo Gustavo treinará o Granate junto com Guillermo, que assim cumpriu uma declaração que fizera anos antes sobre um eventual trabalho como treinador.
No início de 2016, foi contratado pelo Palermo, da Itália, mas por não ter licença de treinador da UEFA, acabou saindo do clube após 5 jogos e um mês no cargo.No mesmo ano, foi anunciado como técnico do Boca Juniors.
Em 2 de janeiro de 2019 foi contratado como treinador do Los Angeles Galaxy.

## Vida pessoal
Filho do casal Hugo e Cristina Barros Schelotto, Guillermo é casado com Matilde Carriquiriborde, sendo pai de Nicolás, Máximo e Santiago. A chegada dos filhos chegou a ser uma razão para que ele, em sua visão, não imaginasse regressar à Argentina. "Antes de ter filhos, eu me dedicava demais ao futebol. À medida que eles crescem, você se dá conta de que o jogo não é a coisa mais importante. Minha esposa se adaptou, está aprendendo inglês, e eu também. Socialmente, é ótimo para nós. Nada de ruim parece acontecer aqui. Em Buenos Aires, você tem que se proteger. Aqui (EUA), vivo mais em paz", chegou a declarar. Ele e seu irmão gêmeo, Gustavo Barros Schelotto, também têm um irmão dois anos mais velho, Pablo, e uma irmã, Carolina.
Ele também é tio de Rosario, Juana Central e Josefina, filhas de Gustavo (que batizou as duas primeiras em homenagem ao Rosario Central, onde chegou a jogar), de Bautista, Sol e Álvaro, filhos de Pablo, e de Juan, Tomás e Salvador, filhos de Carolina. O goleiro Gastón Sessa, amigo de infância dos gêmeos, declarou bem-humoradamente que na intimidade os dois irmãos "se matavam", mas em campo "se defendiam até a morte".[carece de fontes?] A relação dos mellizos com Martín Palermo, ex-rival de Estudiantes e posteriormente companheiro no Boca Juniors, também é antiga: os três foram colegas na escola Sagrado Corazón, em La Plata. Chegaram a ter uma forte rivalidade na adolescência, quando duelavam-se nas partidas juvenis de Estudiantes e Gimnasia, e, mesmo no Boca, onde chegaram juntos, não foram amigos de uma hora para outra, o que foi se alterando com o tempo. Guillermo chegou a declarar que, se um dia for treinador, sua comissão técnica será composta juntamente com Gustavo e Palermo.Na semana que antecedeu o último embate entre ambos, que poderia decretar o rebaixamento do Gimnasia, afirmou que sua relação "com Martín é de amizade e vai continuar, não importando o que vai acontecer no sábado no Bosque". Muitos de seus outros declarados amigos mais próximos na profissão são ex-colegas de seu clube do coração: Enzo Noce, Guillermo Sanguinetti, Sergio Dopazo, Pablo Fernández e Andrés Guglielminpietro, além do ex-goleiro boquense Roberto Abbondanzieri.
Em 2006, foi lançado Guillermo el terrible. Historia de un ídolo, sua biografia. Contém prefácio de César Luis Menotti e comentários de Carlos Bianchi, Carlos Griguol, Diego Maradona, Óscar Tabárez e Daniel Passarella. Em 2010, lançou um livro infantil escrito em braille e sem fins comerciais, Las Aventuras del Mellizo. "É uma boa proposta e por isso quis apoiá-la e participar desse ato. É pouco comum que se pense nas pessoas com dificuldades e tomara que esse tipo de iniciativas deixem de ser apenas iniciativas e se convertam em obrigações da sociedade, para aumentar a igualdade de oportunidades. (...) O objetivo é que todos tenham a oportunidade de ler, da maneira que puderem", explicou.

## Títulos

### Como jogador
Boca Juniors
- Copa Intercontinental: 2000, 2003 [18]
- Copa Libertadores da América: 2000, 2001, 2003, 2007 [3][18]
- Copa Sul-Americana: 2004, 2005 [18]
- Recopa Sul-Americana: 2005, 2006 [18]
- Campeonato Argentino: Apertura 1998, Clausura 1999, Apertura 2000, Apertura 2003, Apertura 2005, Clausura 2006 [18]

Gimnasia y Esgrima La Plata
- Copa Centenário: 1993 [carece de fontes?]

Columbus Crew
- MLS Cup: 2008 [35]
- MLS Supporters' Shield: 2008, 2009 [35][40]
- Trillium Cup: 2008, 2009, 2010

Seleção Argentina
- Jogos Pan-americanos: medalha de ouro em 1995[carece de fontes?]

### Como treinador
Lanús
- Copa Sul-Americana: 2013

Boca Juniors
- Campeonato Argentino: 2016–17, 2017–18